# Róisín Murphy
Róisín Marie Murphy (ɾˠoːˈʃiːnʲ, ur. 5 lipca 1973) – irlandzka wokalistka, współzałożycielka zespołu Moloko.

## Życiorys
Murphy stworzyła zespół Moloko wraz z Markiem Brydonem, którego poznała na zabawie. Pytanie, które wtedy do niego skierowała, Do you like my tight sweater? (ang. „Czy podoba ci się mój obcisły sweter?”) stało się tytułem ich debiutanckiej płyty z 1995 roku. Przed rozpoczęciem współpracy z Brydonem Murphy nie śpiewała zawodowo. Wraz z Moloko Murphy nagrała cztery płyty. Uczestniczyła w pracach nad albumem All Back to the Mine, zawierającego remiksy utworów zespołu. Istotnym elementem, kształtującym muzykę i przekaz zespołu, był wieloletni związek Murphy i Brydona, zakończony po wydaniu w 2002 płyty Statues.
Zespół Moloko nie wydał żadnego oficjalnego oświadczenia odnośnie do swojej przyszłości. W wywiadzie udzielonym brytyjskiemu magazynowi Q w maju 2005 Murphy powiedziała:

Rozstaliśmy się bezkonfliktowo po udanej trasie. Podaliśmy sobie ręce, powiedzieliśmy ‘do zobaczenia’, i od tamtej pory nie rozmawialiśmy. Nie wiem, co Mark sądzi o mojej płycie, ani czym się teraz zajmuje. Nie wiem, czy zespół jeszcze zagra, czy też nie. Osobiście, nie mam nic przeciw.

Poza śpiewem w grupie Moloko Murphy współpracowała z innymi zespołami i wykonawcami, jak Handsome Boy Modeling School czy DJ Boris Dlugosch, dla którego zaśpiewała klubowy hit „Never Enough”. W 2004 Murphy rozpoczęła współpracę z producentem muzyki elektronicznej Matthew Herbertem. W 2005 wytwórnia Echo Records wydała jej pierwszy solowy album Ruby Blue. Przed premierą na CD Ruby Blue była dostępna na trzech płytach gramofonowych (Sequins #1, Sequins #2 i Sequins #3), wydanych w limitowanej edycji.
W 2007 ukazała się jej druga solowa płyta „Overpowered”.

## Dyskografia
Albumy solowe
| Ruby Blue                   | - Data: 13 czerwca 2005 - Wydawca: Echo, Liberation | 88 | 43 | 49 | 43 | 50 | –   | –  | 7  | 63  |                    |
| Overpowered                 | - Data: 11 października 2007 - Wydawca: EMI         | 20 | 57 | 13 | 32 | 35 | 154 | 16 | 4  | 34  | - BEL: złota płyta |
| Hairless Toys               | - Data: 8 maja 2015 - Wydawca: Play It Again Sam    | 19 | 27 | 13 | 25 | 29 | –   | 14 | 18 | 47  |                    |
| Take Her Up to Monto        | - Data: 8 lipca 2016 - Wydawca: Play It Again Sam   | 41 | 62 | 65 | 26 | 45 | –   | –  | 40 | 153 |                    |
| Róisín Machine              | - Data: 2 października 2020 - Wydawca: Skint        | –  | 24 | 58 | –  | 21 | –   | –  | 25 | 142 |                    |
| „–” album nie był notowany. |                                                     |    |    |    |    |    |     |    |    |     |                    |

## Teledyski
| Tytuł                | Rok  | Reżyseria                                           | Album          |
| -------------------- | ---- | --------------------------------------------------- | -------------- |
| „If We’re in Love”   | 2005 | Simon Henwood                                       | Ruby Blue      |
| „Sow into You”       | 2005 | Simon Henwood                                       | Ruby Blue      |
| „Overpowered”        | 2007 | Jamie Thraves                                       | Overpowered    |
| „Let Me Know”        | 2007 | Daniel Wolfe                                        | Overpowered    |
| „You Know Me Better” | 2008 | Jaron Albertin                                      | Overpowered    |
| „Movie Star”         | 2008 | Simon Henwood                                       | Overpowered    |
| „Cré ni a forna”     | 2011 | Javier Barcala                                      | –              |
| „Simulation”         | 2013 | Bernadette Huber, Mathias Schuckert, Maren Knieling | Róisín Machine |
| „Exploitation”       | 2015 | Róisín Murphy                                       | Hairless Toys  |